# Agustín Goñi
Agustín Goñi (General Madariaga, Provincia de Buenos Aires, Argentina, 5 de mayo de 1985) es un futbolista argentino. Juega como mediocampista y su primer equipo fue Ferro. Actualmente se cuenta Inactivo 

## Trayectoria
Arrancó en el Club Deportivo El León, luego tuvo un paso por Cadetes de Mar del Plata y más tarde recaló en Chacarita Juniors, para finalmente dar un salto importante a Ferro.

## Clubes
| Club                   | País      | Año       | PJ | G |
| ---------------------- | --------- | --------- | -- | - |
| Ferro                  | Argentina | 2005-2007 | 41 | 1 |
| Deportivo Azogues      | Ecuador   | 2008      |    |   |
| Manta                  | Ecuador   | 2009      | 19 | 2 |
| Liga de Loja           | Ecuador   | 2009      | 6  | 0 |
| Pierikos               | Grecia    | 2010      | 2  | 0 |
| Macará                 | Ecuador   | 2011      | 41 | 9 |
| Deportivo Azogues      | Ecuador   | 2012      |    |   |
| River Plate            | Ecuador   | 2013-2014 | 35 | 7 |
| Universitario de Pando | Bolivia   | 2014      | 12 | 0 |
| Flandria               | Argentina | 2015-2016 | 45 | 4 |
| Guaraní Antonio Franco | Argentina | 2016-2017 | 27 | 3 |
| Colegiales             | Argentina | 2017-2018 | 3  | 0 |
| J. J. Urquiza          | Argentina | 2018-?    |    |   |

## Palmarés

### Campeonatos nacionales
| Título                  | Club     | País      | Año  |
| ----------------------- | -------- | --------- | ---- |
| Primera B Metropolitana | Flandria | Argentina | 2016 |